# Động vật ăn thịt đầu bảng

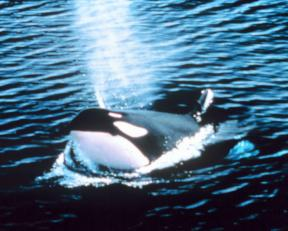
Cá voi sát thủ, vật dữ đầu bảng trong môi trường biển

Động vật ăn thịt đầu bảng hay động vật ăn thịt đầu chuỗi, còn được gọi là động vật đầu bảng, siêu dã thú hay động vật ăn thịt bậc cao, là các loài động vật ăn thịt đứng ở đầu hoặc đỉnh của chuỗi thức ăn trong khu vực chúng sinh sống và hầu như không bị loài nào khác săn bắt và ăn thịt. Động vật đầu bảng đóng vai trò quan trọng trong việc duy trì cân bằng sinh thái với vai trò chế ngự, kiểm soát các loài ăn cỏ và động vật ăn thịt bậc trung (đóng vai trò như là loài bảo trợ).

## Định nghĩa
Các nhà động vật học định nghĩa động vật ăn thịt là loài săn bắt, giết và tiêu thụ các sinh vật khác (thường không bao gồm ký sinh trùng và hầu hết vi khuẩn). Từ đó, "động vật ăn thịt đầu bảng" thường sẽ được đánh giá qua bậc dinh dưỡng - "số mắt xích tính từ tầng sinh vật sản xuất". Nói cách khác vật dữ đầu bảng sẽ đứng ở đỉnh hoặc gần đỉnh trong lưới thức ăn. Một nghiên cứu trong lưới thức ăn biển cho thấy vật dữ đầu bảng thường có bậc dinh dưỡng lớn hơn 4.
Khái niệm "động vật ăn thịt đầu bảng" thường dùng trong quản lý và bảo tồn động vật hoang dã, cũng như du lịch sinh thái.

## Vai trò trong hệ sinh thái
Xem thêm Giả thuyết thú bậc trung thế vị (Mesopredator release hypothesis)
Động vật ăn thịt đầu bảng ảnh hưởng trực tiếp đến thay đổi số lượng các loài săn mồi. Khi hai loài cạnh tranh trong một mối quan hệ sinh thái không ổn định, vật dữ đầu bảng có xu hướng tạo ra ổn định khi săn bắt cả hai bên. Mối quan hệ giữa các loài động vật ăn thịt trung gian cũng bị ảnh hưởng từ động vật đầu bảng. Ví dụ cá phi bản địa sẽ bị động vật ăn thịt tàn phá khi xâm nhập môi trường. Một nghiên cứu hệ sinh thái hồ cho thấy khi loài ngoại lai là cá vược Mỹ miệng nhỏ đã bị loại bỏ, cá hồi chấm Bắc Mỹ - vật dữ đầu bảng - đã đa dạng hóa lựa chọn con mồi và tăng bậc dinh dưỡng của nó.

## Ví dụ

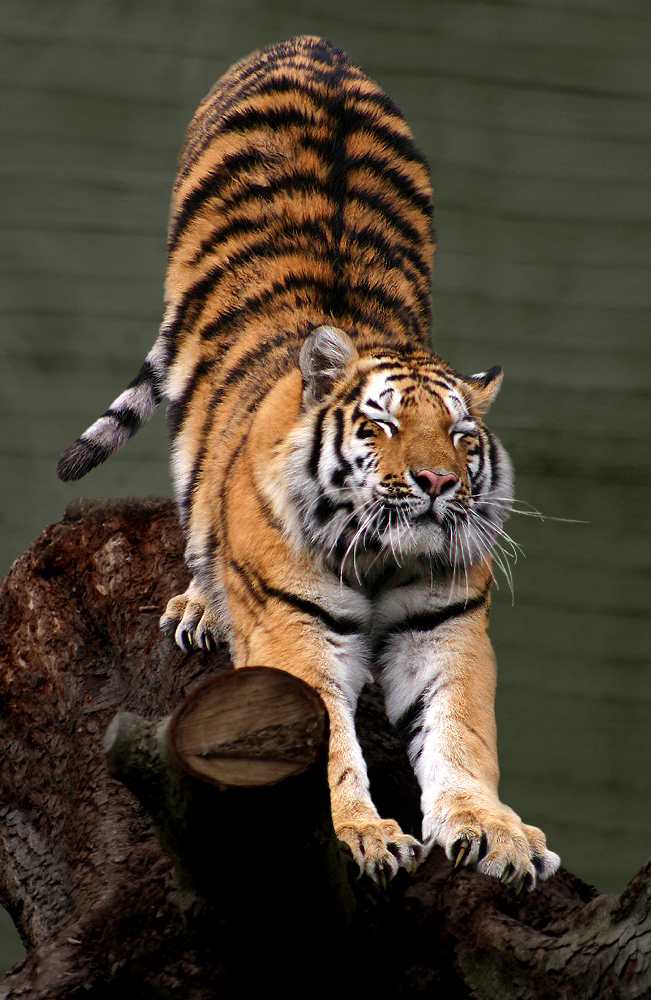
Hổ là động vật ăn thịt đầu bảng ở châu Á
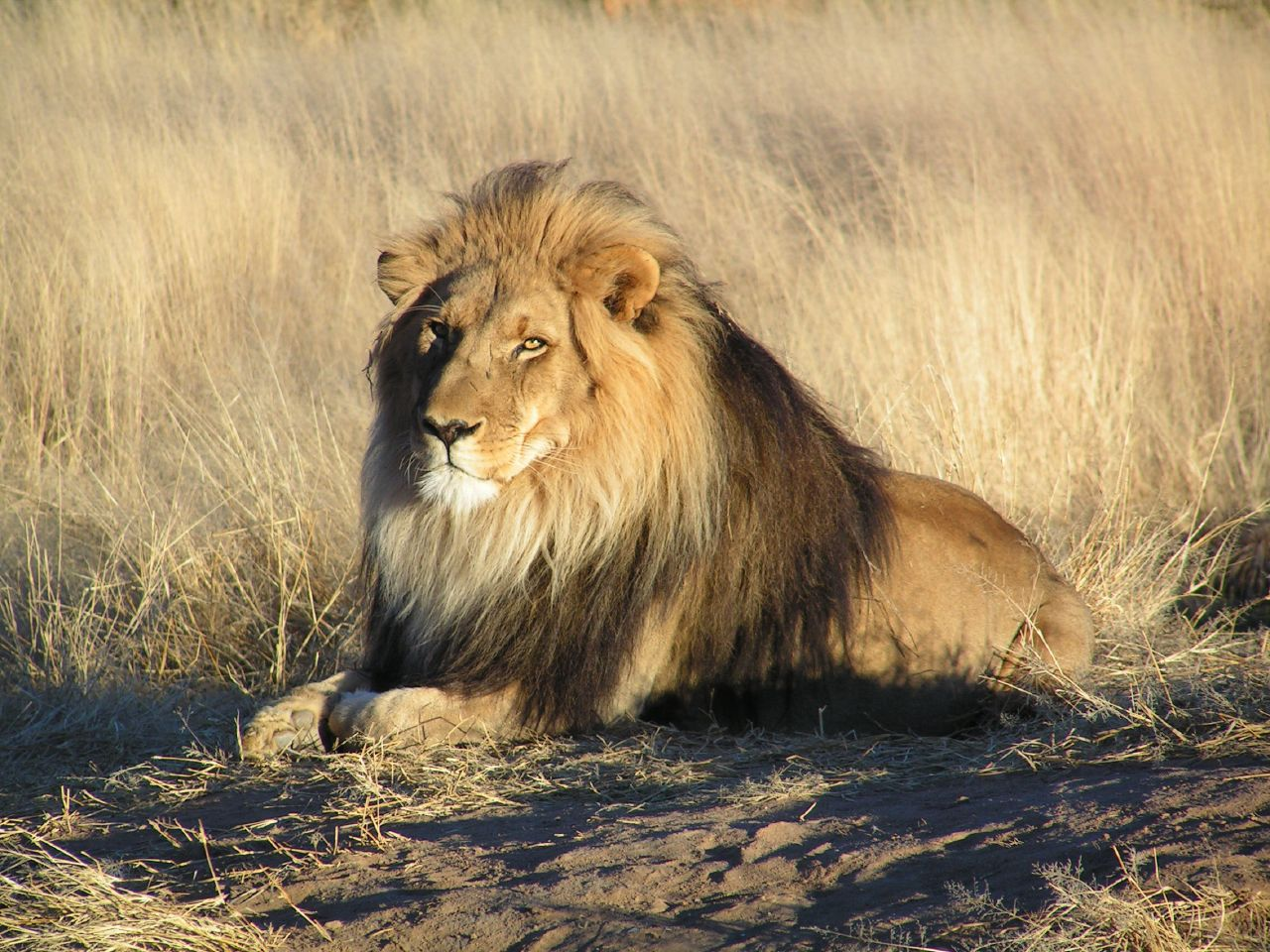
Sư tử là động vật ăn thịt đầu bảng ở châu Phi
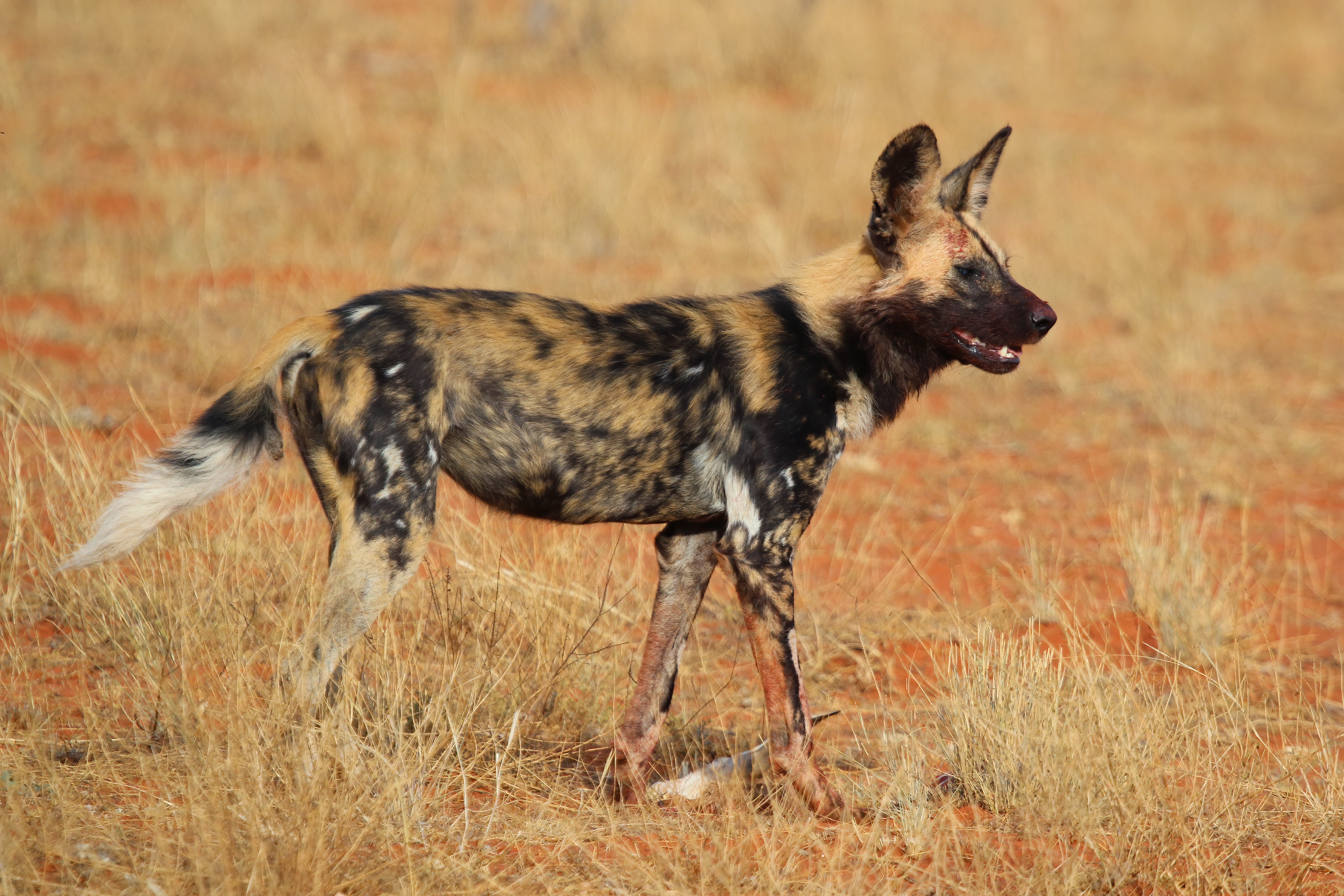
Chó hoang châu Phi là siêu dã thú ở miền Trung và miền Nam châu Phi
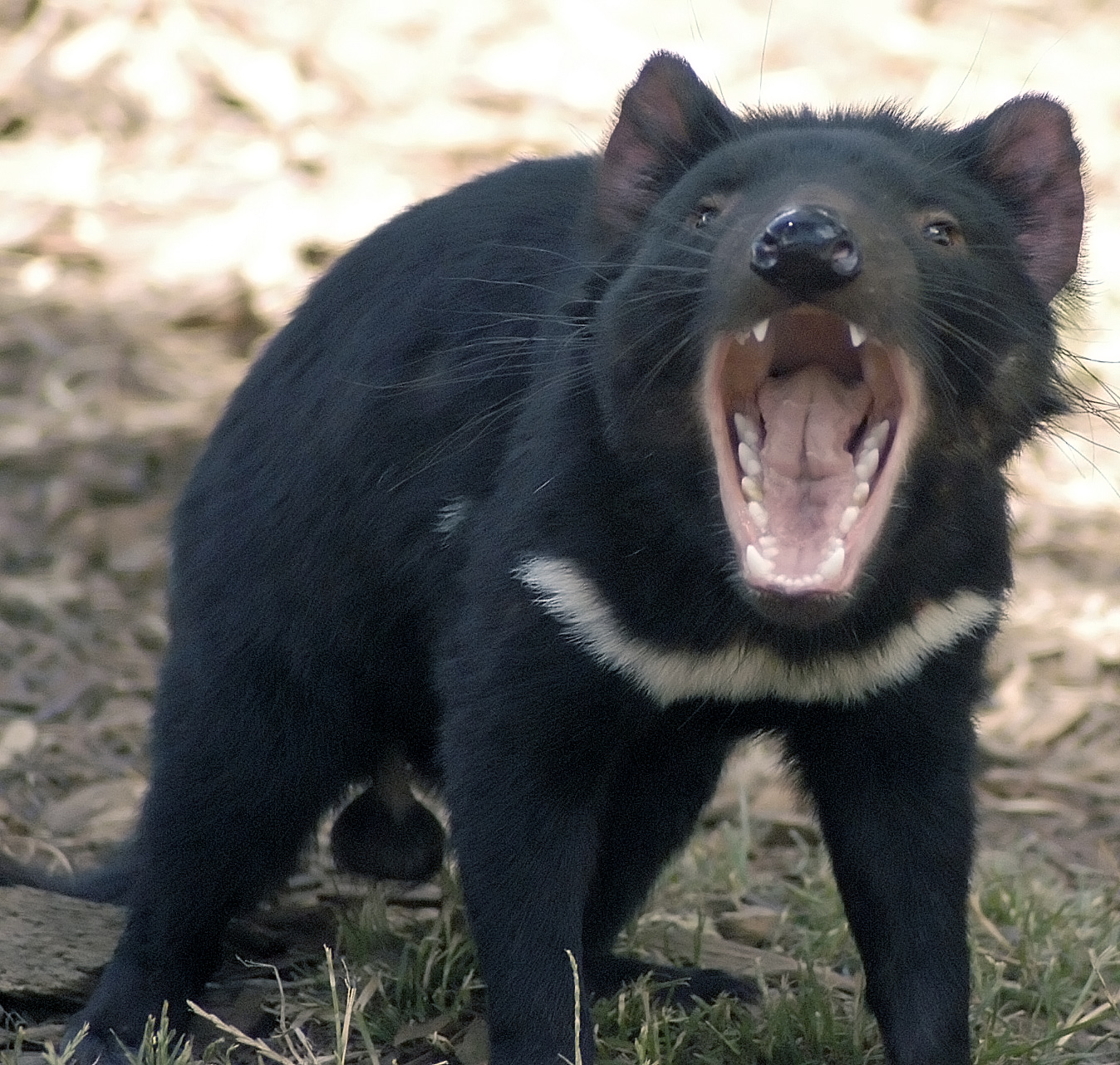
Quỷ Tasmania vừa ăn xác thối vừa là kẻ săn mồi kinh hãi
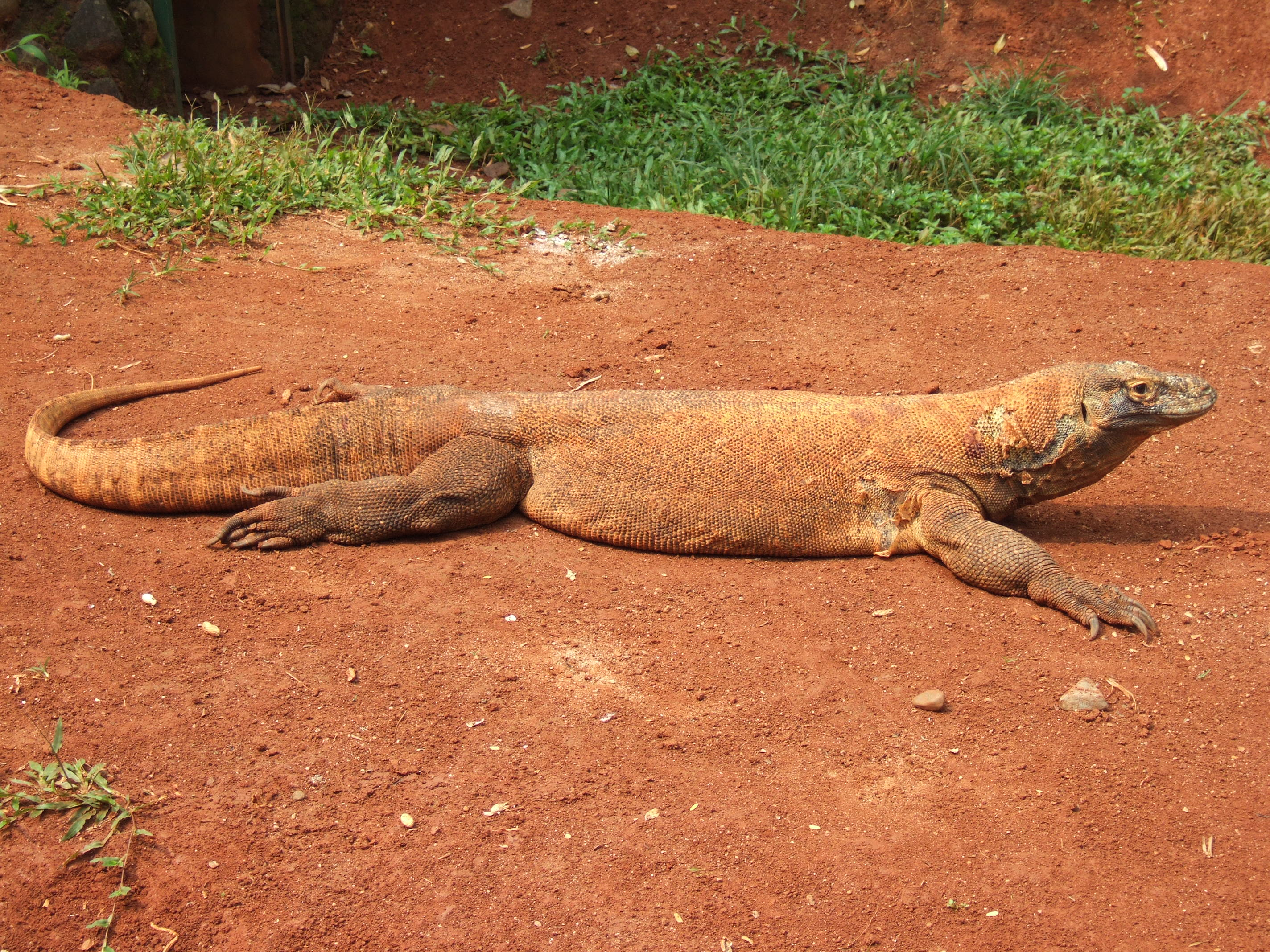
Rồng Komodo là bá chủ ở đảo Komodo.
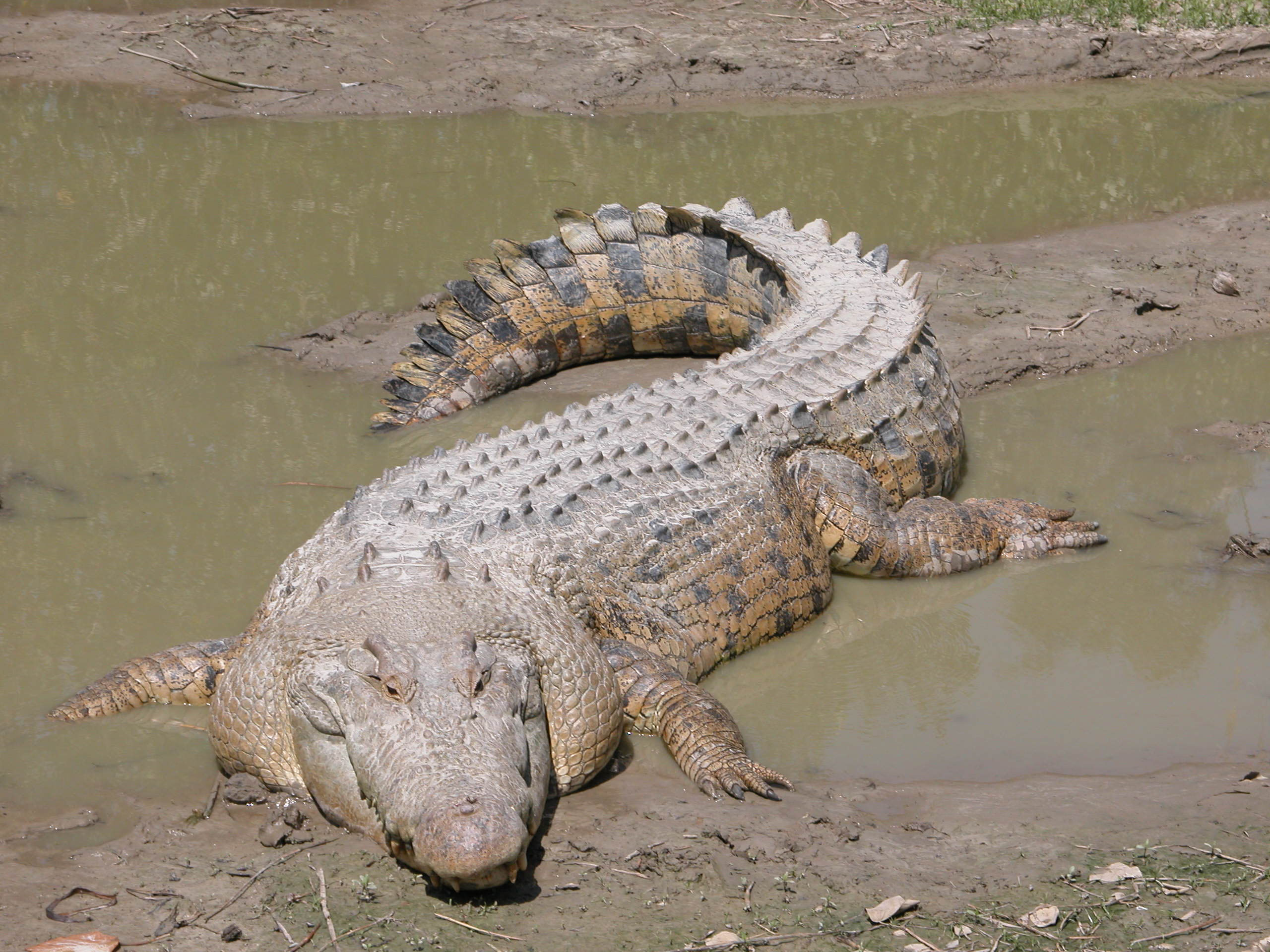
Cá sấu cửa sông Crocodylus porosus
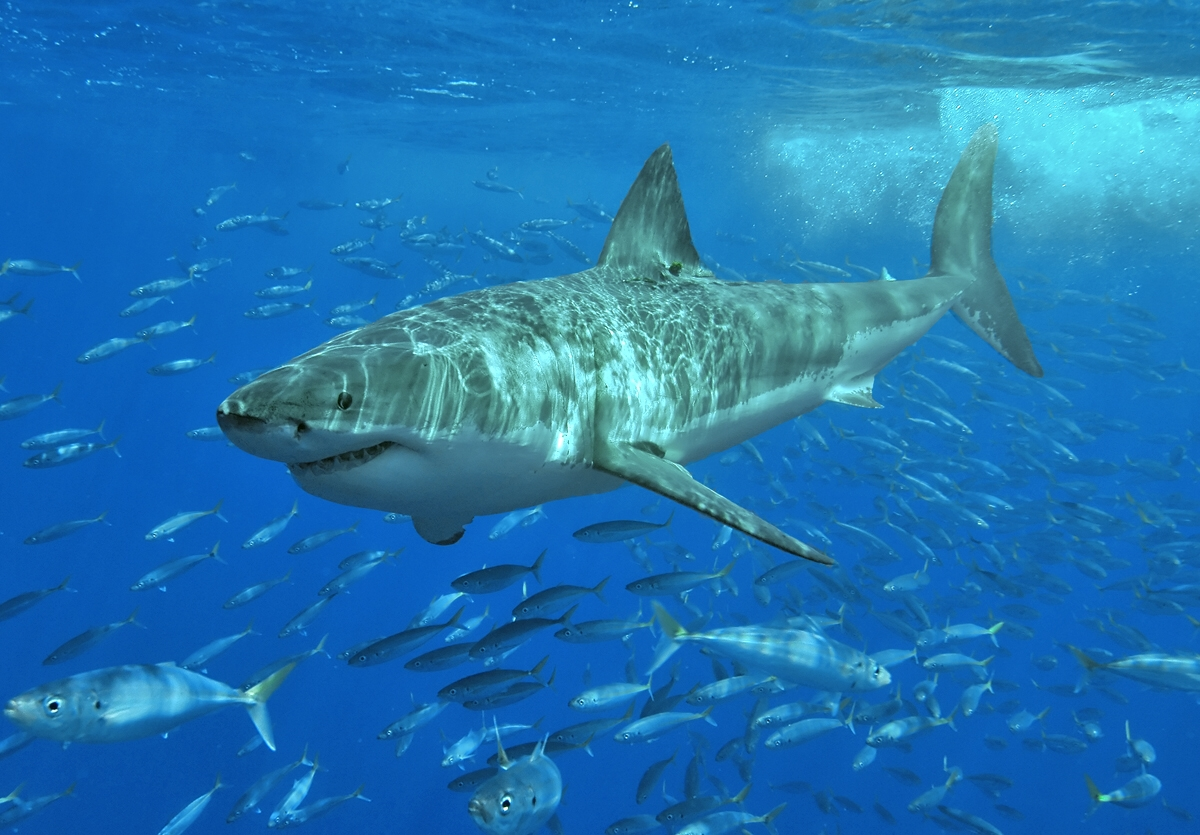
Cá mập trắng lớn Carcharodon carcharias
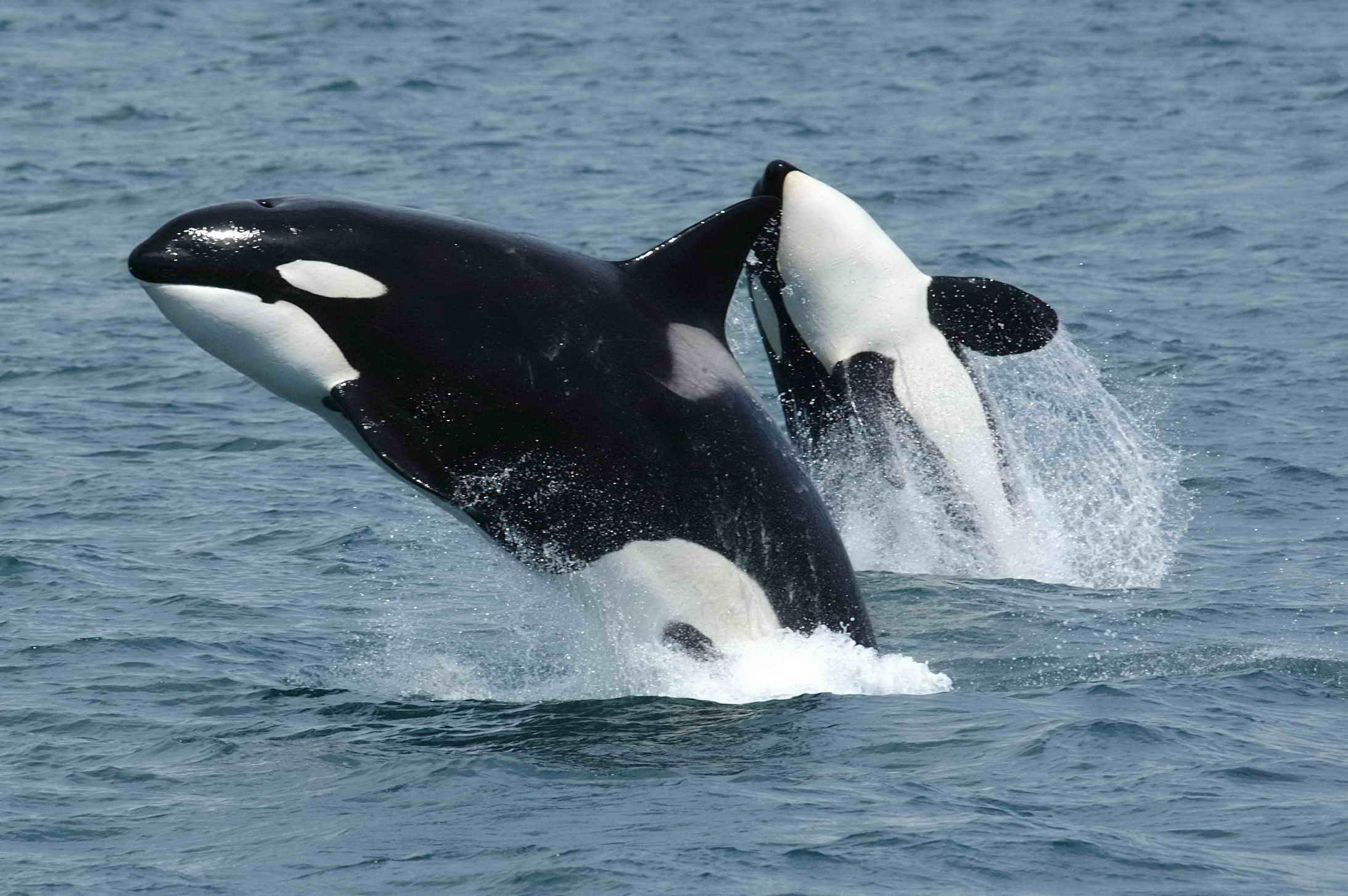
Cá hổ kình Orcinus orca
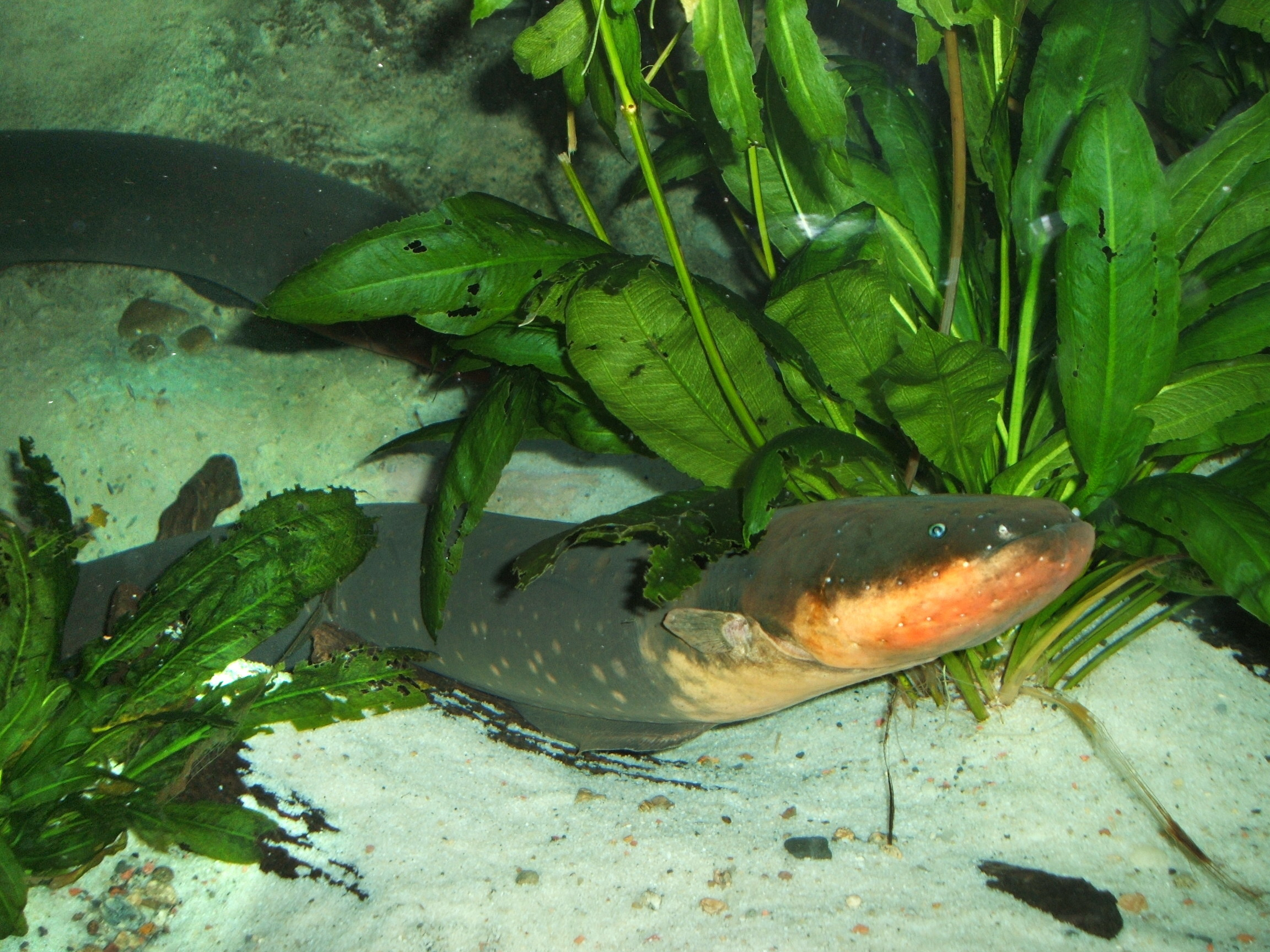
Cá chình điện Electrophorus electricus
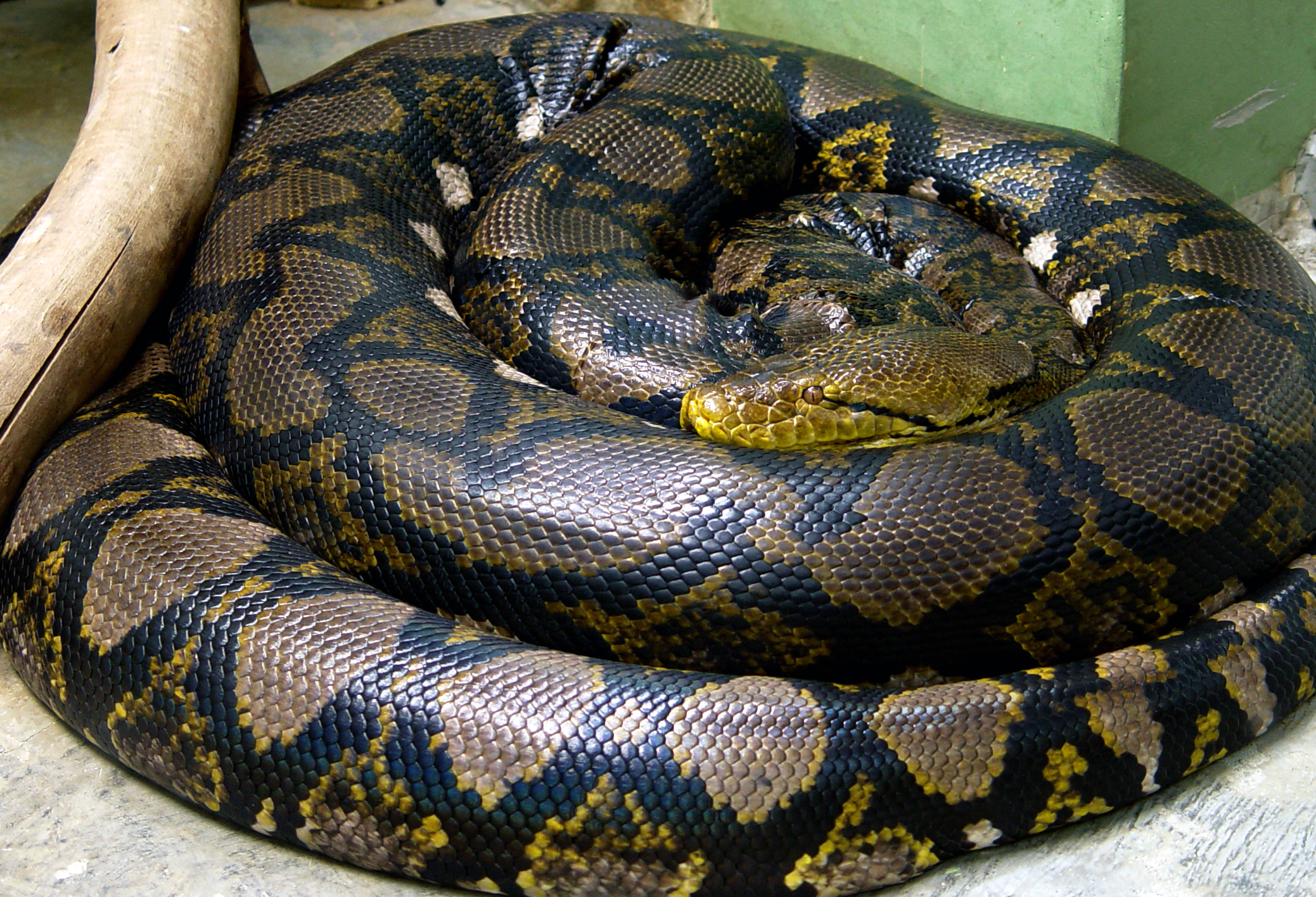
Trăn gấm Python reticulatus